# Брячислав Изяславский
Брячислав (умер после 1129) — князь Изяславский и Логожский в 1127 году из Полоцкой ветви рода Рюриковичей. Упоминается в летописях единственный раз без отчества; в историографии устоялось мнение, что он был сыном полоцкого князя Давыда Всеславича, однако Н. М. Карамзин считал его отцом Бориса Всеславича. Во время похода в Полоцкую землю в 1127 году, организованного великим князем Киевским Мстиславом Владимировичем, на дочери которого Брячислав был женат, попал в плен к его сыну и своему шурину Изяславу Мстиславичу. Дальнейшая его судьба неизвестна.

## Биография
Имя Брячислава упоминается только однажды (без отчества) — в Ипатьевской летописи под 1127 годом, когда великий князь Киевский Мстислав Владимирович пошел против полоцких князей под тем предлогом, что отказались участвовать в походе против половцев. Он оставил свой удел и двинулся с армией в Полоцк, но по пути под Логойском наткнулся на своего шурина (брата жены) Изяслава Мстиславича и сдался ему в плен. Летопись сообщает, что Брячислав шел к своему отцу и нападение южно-русских князей застало его в дороге, однако имя отца не называет. Большинство исследователей, из контекста летописной статьи, пришли к выводу, что отцом Брячислава был Давыд Всеславич. При этом Н. М. Карамзин считал его сыном Бориса Всеславича. Также информация об этом походе содержится в некоторых других летописях — Лаврентьевской и Радзивиловской.
О. М. Рапов на основании сообщения Ипатьевской летописи предположил, что Брячислав был Логожским и Изяславльским князем. Этого же мнения придерживается и Леонтий Войтович. Свой удел Брячислав, вероятно, получил после 1116 года. Судьба Брячислава после 1127 года неизвестна. Возможно, что он был выслан вместе с другими полоцкими князьями в Византию.

## Брак
Летописи не упоминают имя жены Брячислава, но среди исследователей устоялось мнение, что её звали Ксения и она была дочерью Мстислава Великого от первого брака со шведской принцессой Христиной. Польский медиевист Дариуш Домбровский полагает, что брак между дочерью Мстислава и Брячиславом мог быть заключён после 1119 года, когда умер минский князь Глеб Всеславич, после чего великий князь Киевский Владимир Всеволодович Мономах начал активно вмешиваться во внутренние дела Полоцкой земли. По его мнению, брак между внучкой Мономаха и Брячиславом мог быть связан с желанием великого князя таким образом усилить своё влияние во владениях полоцких Всеславичей. При этом исследователь не исключает, что свадьба могла состояться уже после того как в 1125 году умер Владимир Всеволодович, что привело к серьёзным изменениям в отношениях между киевскими и полоцкими князьями.
Неизвестно, были ли у Брячислава дети.